# Mur Renarda

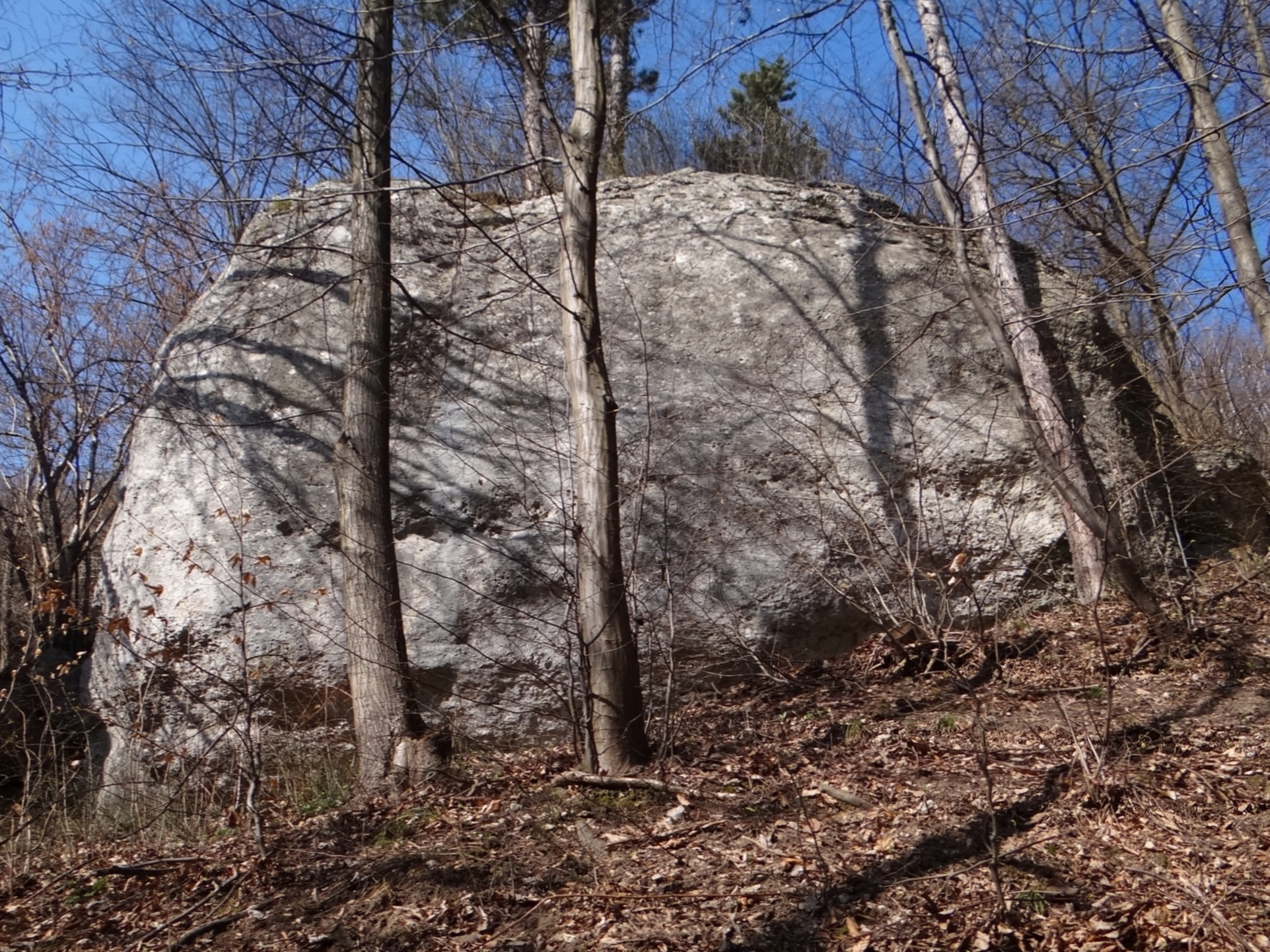

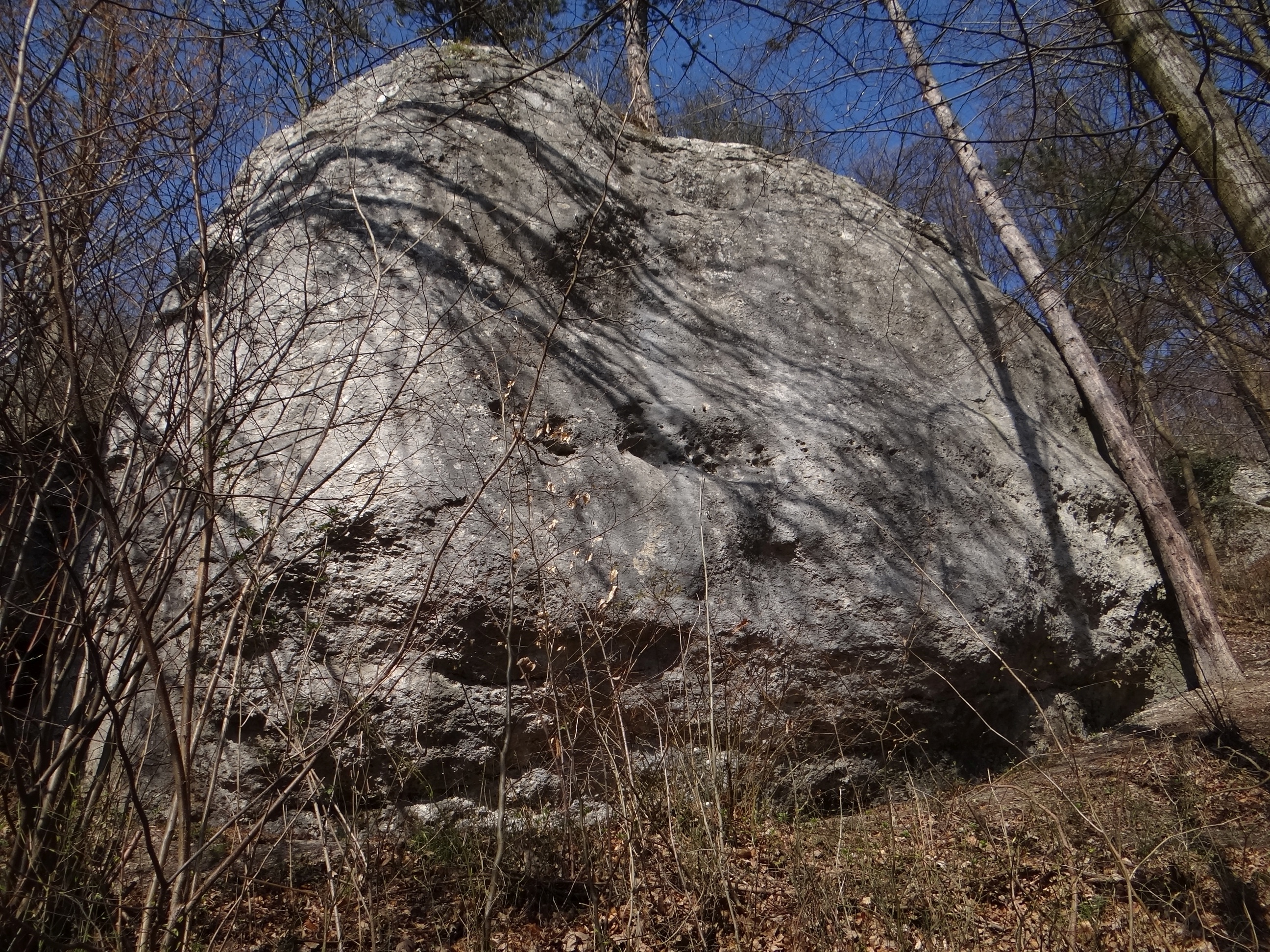

Mur Renarda – skała w lewych zboczach Doliny Brzoskwinki w miejscowości Chrosna w województwie małopolskim, w powiecie krakowskim, w gminie Liszki. Pod względem geograficznym znajduje się na Garbie Tenczyńskim (część Wyżyny Krakowsko-Częstochowskiej) w obrębie Tenczyńskiego Parku Krajobrazowego.
Mur Renarda to niewielka skała znajdująca się wśród drzew u podnóża zbocza na terenie prywatnym. Wspinaczka na niej wymaga zgody właściciela terenu. Skała ma wysokość  7–8 m i połogie lub pionowe ściany z filarem.  Na ścianie południowej i południowo-wschodniej jest 12 dróg wspinaczkowych o trudności IV – VI.6 w skali Kurtyki. Mają pełną asekurację – 2–5 ringów (r) i stanowiska zjazdowe (st), lub dwa ringi zjazdowe (drz).

## Drogi wspinaczkowe
Mur Renarda
1. Niemamocni; 2r + st, IV, 7 m
2. Nieuchwytni; 3r + st, VI.1+, 8
3. Highlander5r + st, VI.5+, 8 m
4. Nivelazione; 5r + st, VI.6, 8 m
5. Nieprzemakalni; 4r + st, VI.4+, 8 m
6. Spytaj milicjanta; 4r + st, VI.5+/6, 8 m
7. Nielegalny zabójca czasu; 3r + st, VI.5+, 8 m
8. Nielegalny milicjant; 4r + st, VI.5, 8 m
9. Nietykalni; 3r + st, VI.4, 8 m
10. Nie; 2r + drz, VI, 7 m

Głowa
1. Korona z głowy nie spadnie; 4r + st, VI.3, 9 m
2. Reni Sport nie lata; 5r + st, IV, 9 m[3].